# فيرنون فوكس
فيرنون فوكس (بالإنجليزية: Vernon Fox)‏ هو لاعب كرة قدم أمريكية أمريكي، ولد في 9 أكتوبر 1979.

## وصلات خارجية
- فيرنون فوكس على موقع مرجع كرة القدم المحترفة.كوم (الإنجليزية)